# 美国烟草公司
美国烟草公司（American Tobacco Company）被J. B. Duke合并Allen and Ginter和Goodwin & Company于1890年。这家公司是1896年道琼斯指数有的最初12个公司之一。

## 历史
美国烟草公司在同一时期控制了标准石油，Lucky Strike Company和其他200家竞争对手。公司在北卡羅來納和達勒姆修建了工厂和仓库。 在1911年因违反反托拉斯法被迫分割成4家公司。这四家公司是：
- 美国烟草公司
- 雷诺烟草公司（R. J. Reynolds）
- L&M烟草公司  （Liggett & Myers Tobacco Company）
- 罗瑞拉德烟草公司（Lorillard）